# 김동회
김동회(金東會, 1918년 8월 10일 ~ 2004년 8월 25일)는 대한민국의 조직폭력배다. 소공동 백작과 김두한의 평생지기라는 별명으로 유명하지만 김두한과의 관계여부에 대해서는 논란이 있는 인물이다.

## 생애
김동회는 1939년에 김두한을 만나 1972년까지 평생지기라는 등 언론 등에서 인터뷰하였다. 그러나 김두한과 인연이 있다는 자료는 확인되지 않으며 1946년 아편사건으로 김두한과 같이 사형을 선고받았다고 말하나, 김두한의 사형선고는 1946년이 아닌 1947년 정진영 등의 살해사건인 대한민청 사건이며 당시 대한민청 사건 자료에는 김동회란 이름은 없으며 드라마 《야인시대》에 평양박치기는 시라소니이고 하야시(선우영빈)가 일본인으로 묘사하고 김영태가 해방 후 만난 인물이라고 말하지만, 시라소니가 이성순의 별호이며 하야시(선우영빈)를 일본인으로 묘사하지 않았으며 김영태는 해방 전인 1940년 초이다. 또한. 김두한의 회고록이나 생전 인터뷰에서도 김동회의 이름이 언급되지 않기에 논란이 있으며, 고인이 된 김두한을 팔아먹어서 살아온 사기꾼이라는 추측들이 많다. 

## 김동회가 등장한 작품
- 장군의 아들 시리즈 - 이일재(1990년~1992년)

## 같이 보기
- 김춘삼